# Rue du Jardin botanique
La rue du Jardin botanique est une artère du centre de la ville de Liège (Belgique) allant du boulevard d'Avroy à la rue Louvrex.

## Toponymie
La rue fait référence au Jardin botanique situé à l'extrémité ouest de la rue et créé en 1838 soit à la même époque que le percement de la rue.
La rue occupe les terrains de l'ancien couvent des Augustins.

## Description
Cette rue rectiligne et en très légère montée constante mesure environ 227 m. Elle applique un sens unique de circulation automobile de la rue Louvrex vers le boulevard d'Avroy. 

## Architecture
La plupart des immeubles de la rue ont été érigés au XIXe siècle (style néo-classique) ou au début du XXe siècle (styles éclectique à dominante néo-classique ou Art nouveau).
Parmi ces immeubles, les plus remarquables sont :
- au no 34, la maison du docteur Janssens-Lycops, réalisée par l'architecte Paul Jaspar en 1907 dans le style Art nouveau[2],

Cet immeuble est repris sur la liste du patrimoine immobilier classé de Liège depuis 1987.
- au no 39, la maison Jules Alexandre, réalisée par l'architecte Victor Rogister en 1902 dans le style Art nouveau[3],
- aux nos 40, 42, 44 et 46, un ensemble de quatre immeubles de style néo-Renaissance avec loggias sur consoles construit en 1888 par les architectes Laurent (no 40) et Paul Demany[4].

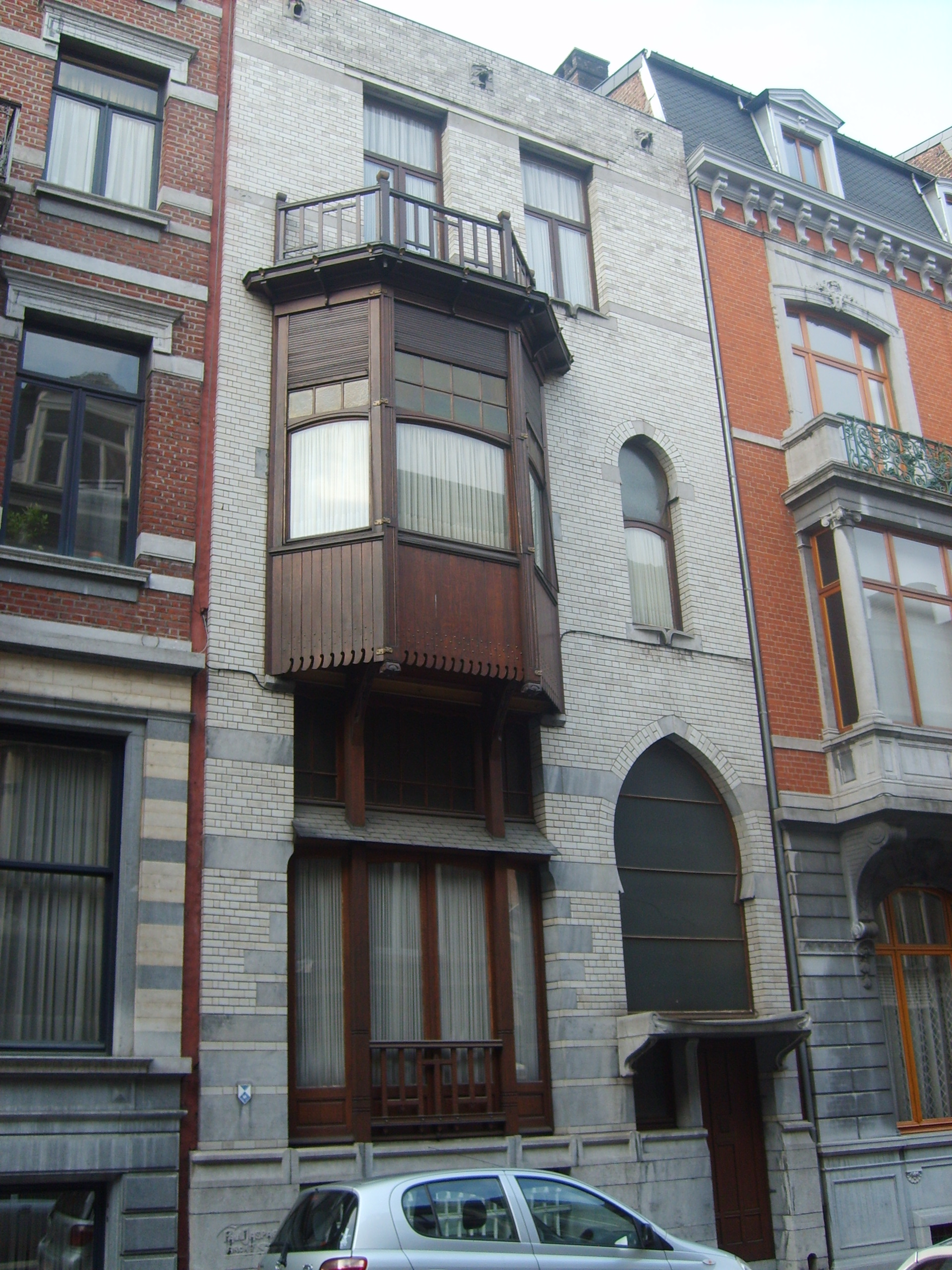
La maison du docteur Janssens-Lycops
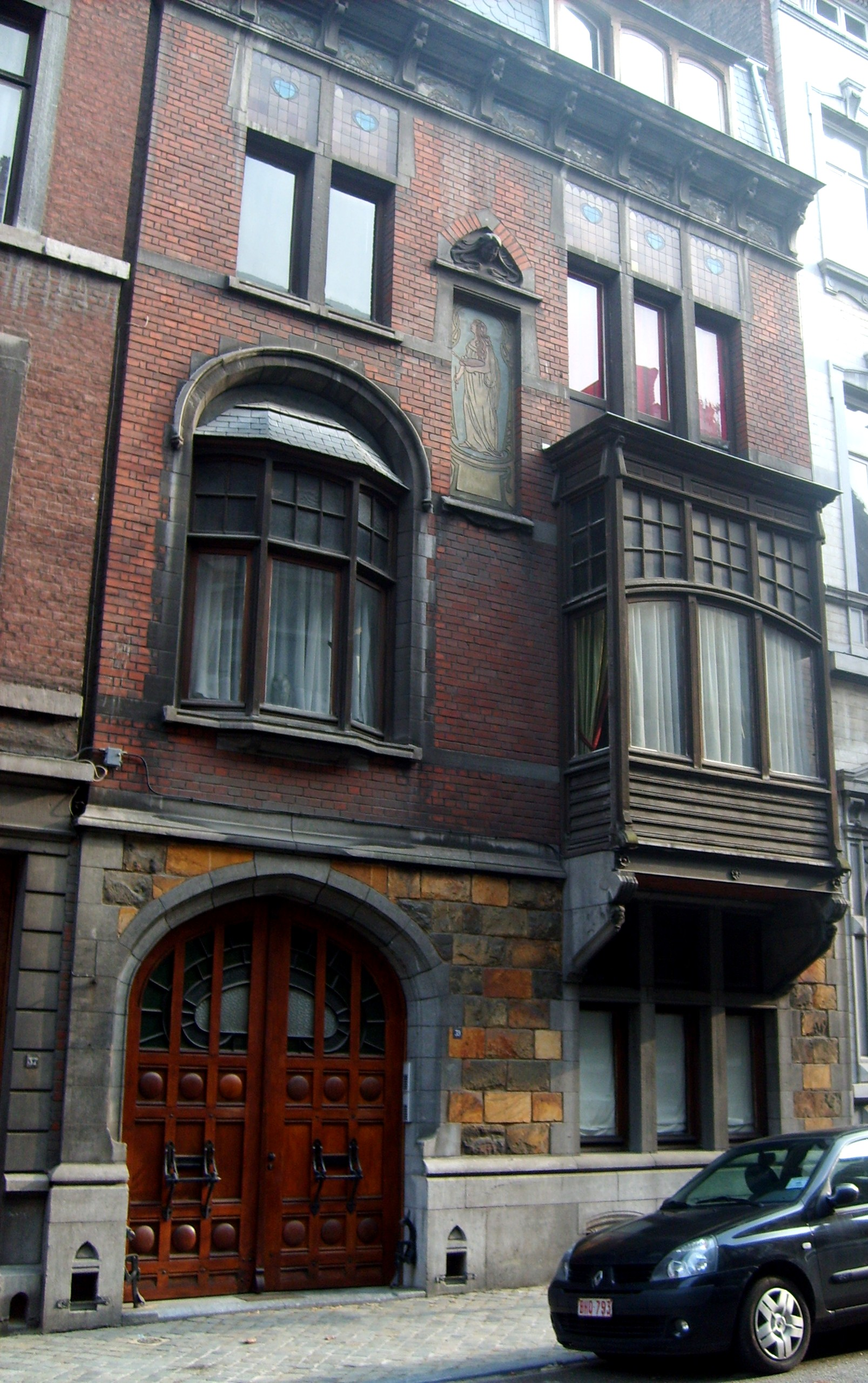
La maison Jules Alexandre

## Riverains
L'école communale du Jardin Botanique 1 se trouve au no 25.

## Voies adjacentes
- Boulevard d'Avroy
- Rue Beeckman
- Rue Louvrex